# 베니스의 상인
《베니스의 상인》(영어: The Merchant of Venice)은 악독한 유대인에게 큰 빚을 진, 16세기 한 베네치아 상인에 관해 쓴 셰익스피어의 희극이다. 이 희극은 1596년에서 1598년 사이 서술된 것으로 추측된다. 다른 셰익스피어의 로맨틱 코미디극과 다르게 희극으로 분류하면서도 비극적인 면이 있으며, 샤일록의 "유대인은 눈이 없소?"(Hath not a Jew eyes?)라는 대사가 유명하다. 이 희극은 또한 포셔의 '자비심의 본질' 장면으로도 유명하다.

## 줄거리
가난한 상인, 바사니오는 사랑하는 여인 포샤에게 구혼하기 위해 유대인 고리대금업자 샤일록에게 돈을 빌리려 한다. 바사니오의 친구인 안토니오는 거상으로 친구를 위해 보증을 서준다. 안토니오를 증오하던 샤일록은 돈을 돌려주지 못한다면 안토니오의 가슴살 1파운드를 베어가겠다는 제안을 하고 거래가 성립된다.

## 등장 인물

### 바사니오
가난한 상인. 포샤와 결혼하기 위해 안토니오와 함께 샤일록에게 3,000더컷를 빌리고 포샤와 결혼하는 인물. 우정을 중요시하게 여겨 죽을 위기에 몰린 안토니오에게 돌아간다.

### 포샤
벨몬트의 거부 상속인. 청혼자들의 청혼을 물리치고 바사니오와 결혼한다. 그리고 베니스로 돌아간 바사니오와 그라시아노의 뒤를 쫓아가 재판관으로 변장하여 지혜로운 판결로 안토니오의 목숨을 구하는 인물.살만 1파운드,피는 흘리지 않게 판정을 내린다.

### 안토니오
거상. 포샤와 결혼하려 하는 친구 바사니오에게 돈을 빌려주는 인물. 화물선이 침몰했다는 소문에 죽을 위기에 몰리지만 포샤의 도움으로 살아나며, 후에 화물선이 침몰된 것이 잘못된 소식이며 화물선이 항구에 잘 도착했다는 소식을 듣고 기뻐한다.

### 샤일록
유대인, 사채업자(고리대금업자). 바사니오에게 3,000리라를 빌려주는 대신 안토니오에게서 살 1파운드를 담보로 잡는다. 기한이 되어 돈 헛소문에 안토니오에게 살을 받으려다 실패한다. 포샤의 판결에 의해 죽거나 죽은 뒤 재산을 딸 제시카에게 주는 두가지 판결 중 두 번째를 고른다. (당시의 유럽 사회에 남아 있던 유대인에 대한 편견의 전형적 인물.)

### 기타 인물
- 네리사: 포샤의 하녀이자 그라시아노의 아내
- 그라시아노: 바사니오의 친구이자 네리사의 남편
- 베니스 공: 베니스의 공작(당시 베네치아는 공화국이었으므로 가상의 존재이다. 공화국의 원수는 달마티아 공작을 겸했을 뿐이다.)
- 제시카 : 샤일록의 딸

1. ↑  원어명 기준. 정확한 명칭은 《베네치아의 상인》이다.